# Jackson Mendy
Jackson Mendy (ur. 25 maja 1987 w Mont-Saint-Aignan) – senegalski piłkarz występujący na pozycji obrońcy. Zawodnik klubu FC Schaffhausen.

## Kariera klubowa
Mendy seniorską karierę rozpoczynał w 2004 roku we francuskim klubie US Quevilly. W 2006 przeszedł do rezerw zespołu Stade Rennais, a po roku odszedł do ekipy Paris FC z Championnat National. W 2008 roku trafił do rezerw niemieckiej Hansy Rostock grających w Regionallidze Nord. W ciągu roku zagrał tam w 27 meczach.
Latem 2009 roku Mendy odszedł do rezerw zespołu SC Freiburg (Regionalliga Süd). W listopadzie 2009 został włączony do pierwszej drużyny Freiburga, występującej w Bundeslidze. Zadebiutował w niej 28 listopada 2009 w wygranym 1:0 pojedynku z 1. FC Nürnberg. W styczniu 2010 roku powrócił do zespołu rezerw i spędził w nich jeszcze pół roku.
W 2010 roku Mendy wrócił do Francji, gdzie podpisał kontrakt z klubem Grenoble Foot 38 z Ligue 2. W Ligue 2 pierwszy mecz zaliczył 20 sierpnia 2010 przeciwko Nîmes Olympique (0:1). Następnie grał w AC Ajaccio i APO Lewadiakos. W 2013 roku przeszedł do CSKA Sofia. W 2014 roku został zawodnikiem Liteksu Łowecz. W 2015 trafił do Omonii Nikozja, a w 2016 wrócił do Lewadiakosu.
W lipcu 2018 podpisał kontrakt ze szwajcarskim FC Schaffhausen.

## Kariera reprezentacyjna
W reprezentacji Senegalu Mendy zadebiutował 27 maja 2010 w przegranym 0:2 towarzyskim meczu z Danią.